# Kenji Tochio
Kenji Tochio (Japó, 26 de maig de 1941), és un exfutbolista japonès.

## Selecció japonesa
Kenji Tochio va disputar 2 partits amb la selecció japonesa.